# Wikstroemia ganpi
Wikstroemia ganpi är en tibastväxtart som beskrevs av Carl Maximowicz. Wikstroemia ganpi ingår i släktet Wikstroemia och familjen tibastväxter. Inga underarter finns listade i Catalogue of Life.